# ヘルマン・シェーマン (駆逐艦)
Z7 ヘルマン・シェーマン (Z7 Hermann Schömann) はドイツ海軍の駆逐艦。1934A型。

## 艦歴
1935年9月7日起工。1936年7月16日進水。1937年9月9日就役。

### 第二次世界大戦
1939年10月はスカゲラク海峡とカテガット海峡で商船の臨検に従事。11月12日、イギリス沿岸への機雷敷設に出撃するが、機関の故障により引き返す。12月13日、英潜水艦に雷撃され損傷した軽巡洋艦「ライプツィヒ」と「ニュルンベルク」を護衛。12月23日、ヤーデ川河口で駆逐艦「エーリッヒ・シュタインブリンク」と衝突。
1940年1月と2月に2度イギリス沿岸への機雷敷設に参加。機関の故障のため4月のノルウェー侵攻作戦には参加していないが、修理後4月11日にベルゲン沖に着き、そこから帰還する軽巡洋艦「ケルン」を護衛した。6月4日からユーノー作戦に参加し、戦艦「シャルンホルスト」、「グナイゼナウ」、重巡洋艦「アドミラル・ヒッパー」などと共にノルウェー北部沖へ進出する。6月8日、ノルウェーのタンカー「オイルパイオニア」を魚雷で沈めた。それから、「アドミラル・ヒッパー」と駆逐艦は巡洋戦艦2隻と分かれトロンハイムに燃料補給に向かった。この後戦艦2隻とイギリスの空母「グローリアス」を沈めるが、シャルンホルストが敵駆逐艦の魚雷を受けて損傷した。6月10日、「グナイゼナウ」と「アドミラル・ヒッパー」は「ヘルマン・シェーマン」を含む4隻の駆逐艦を伴って、敵船団攻撃に出撃するが、戦果は無し。6月20日から、キールへ戻る戦艦「シャルンホルスト」を駆逐艦「エーリッヒ・シュタインブリンク」、「ハンス・ロディ」水雷艇「グライフ」、「コンドル」、「ファルケ」、「ヤグアー」と共に護衛する。
1941年7月、「ヘルマン・シェーマン」と駆逐艦「カール・ガルスター」、「フリードリヒ・エッコルト」、「リヒャルト・バイツェン」、「ハンス・ロディ」はノルウェー北部のキルケネスへ進出した。これらの駆逐艦はソ連船に対する攻撃をおこない若干の戦果をあげた。
1942年2月、ケルベロス作戦に参加。同月、ドイツからトロンハイムへ向かう重巡洋艦「プリンツ・オイゲン」と「アドミラル・シェーア」の護衛に加わる。3月6日、戦艦「ティルピッツ」などと共にトロンハイムからPQ12船団とQP8船団の攻撃に出撃。しかし、敵船団の捕捉に失敗する。4月11日、「Z24」、「Z25」と共にキルケネスからPQ14船団の攻撃に出撃したが、敵船団を発見できずに終わった。
4月30日夜、「ヘルマン・シェーマン」、「Z24」、「Z25」の3隻は再び敵船団攻撃に出撃した。5月1日午後、敵QP11船団を発見し攻撃をかけるが、敵の護衛に阻まれほとんど戦果をあげられなかった。船団護衛に失敗したドイツ駆逐艦は、今度は潜水艦の雷撃で損傷していた軽巡洋艦「エディンバラ」の攻撃に向かった。5月2日朝、「エディンバラ」を発見し攻撃を開始したが、「ヘルマン・シェーマン」は「エディンバラ」や駆逐艦の砲撃で大破し、戦闘後処分された。乗員8名が戦死し、残りは「Z24」と潜水艦「U88」によって救助された。